# San Martino dall'Argine
San Martino dall'Argine (San Martèn dl'Àrsan in dialetto mantovano) è un comune italiano di 1 590 abitanti della provincia di Mantova in Lombardia.

## Geografia fisica
Il comune di San Martino dall'Argine è situato nella parte occidentale della provincia di Mantova. 
Il suo territorio, fortemente caratterizzato dal paesaggio agricolo, confina a nord con il comune di Marcaria, da cui è separato dal fiume Oglio, a est con quello di Gazzuolo, a sud con quello di Spineda – in provincia di Cremona -, a ovest con quello di Bozzolo.
L'altitudine varia dai 20 ai 30 metri sul livello del mare, mentre la superficie territoriale è di circa 17 km², e la popolazione ammonta oggi a circa 1800 abitanti.
Il territorio è pianeggiante, tuttavia altimetricamente suddiviso in due parti ben distinte, separate dall'antico argine naturale del fiume Oglio: una parte a nord, bassa, costituente il piano di divagazione del fiume e una parte a sud, più elevata di 3-5 metri, costituente il livello fondamentale della pianura, sul margine della quale sorge il centro abitato di San Martino.
È quindi la presenza dell'Oglio che ha motivato l'origine dell'insediamento e ne ha condizionato la storia e lo sviluppo urbano.

## Storia

### Origini e toponimo
San Martino dall'Argine, come indica il toponimo, sorse su un argine in epoca lontana, probabilmente nell'Alto Medioevo, quando il piccolo villaggio cercava posizioni più sicure per proteggersi dalle ricorrenti piene del fiume Oglio, un meandro del quale scendeva più a sud del corso attuale, fino a lambire l'abitato.
Nel corso del Medioevo il fiume modificò il suo corso: si spinse più a nord, allontanandosi dal paese e liberando gradualmente l'area della regona, termine che indica una vasta terra bassa e fertile, e che in passato significava "terreni vicini al fiume, acquitrinosi e soggetti a inondazioni", o "antichi letti di fiumi", "rami fluviali abbandonati". Il fiume diede vita così a quella che oggi si chiama Valle d'Oglio.
Forse San Martino si chiamò “dall'Argine” per una diga fatta a difesa dell'Oglio, che poi fu distrutta.
Per il Baronio, infatti, il toponimo evoca il ricordo di un'antica struttura finalizzata ad imbrigliare le piene e a mettere al riparo il centro abitato, non tuttavia da un pericolo del fiume che potesse giungere da est, ma dalla minaccia che, in caso di alluvione, doveva provenire da nord-ovest, attraverso l'avvallamento del terreno situato tra l'Oglio e il centro abitato.
Tale avvallamento è appunto delimitato a sud dall'ampia ansa ad anfiteatro definita dall'argine e dalla leggera sopraelevazione della campagna su cui è posto il centro abitato di San Martino.
Così Ferrante Aporti descrive il suo paese: “Giace San Martino in amena e fertile pianura, collocato sulla parte sua più elevata, che presenta la figura di un altissimo argine guardata dal fondo della valle, che percorre il fiume Oglio. Da codesta sua posizione venne fino dagli antichissimi tempi appellato San Martino in Argine o dell'Argine”.

### Il Medioevo
San Martino dall'Argine è oggi paese in territorio mantovano. 
Secondo Fè d'Ostiani esso non fu mai compreso entro i confini del territorio bresciano.
Se questo è probabilmente vero dall'età comunale in poi, quando San Martino era sotto la giurisdizione di Cremona, non è possibile avallare questa asserzione anche per l'età comitale, quando la contea di Brescia era notevolmente più ampia non solo della provincia attuale, ma anche del distretto di età comunale, arrivando addirittura fino a Sabbioneta, Casalmaggiore, Suzzara, Pomponesco e Viadana (queste ultime due località, in una carta del 1077, sono elencate in comitatu brixiensi).
Nel periodo più antico la contea di Brescia doveva dunque comprendere anche le terre dell'oltre Oglio, che divennero più tardi cremonesi, e solo infine mantovane.
Infatti, queste terre – Viadana, Pomponesco, Dosolo, Commessaggio, Gazzuolo, Sabbioneta, Rivarolo Mantovano, Bozzolo e San Martino – non erano ancora mantovane in epoca precomunale e comunale, e nemmeno si accenna ad esse in relazione ai paesi del distretto di Mantova citati negli Statuti Bonacolsiani.
Tant'è vero che ancora oggi queste località appartengono alla diocesi di Cremona.
San Martino dall'Argine ospitò vasti possedimenti della Badia leonense.
Nei documenti imperiali e regi, nonché nelle bolle pontificie del monastero benedettino di Leno dal X al XV secolo, si trovano infatti le investiture di S. Martino o le conferme di esse concesse al detto monastero.
Il diploma rilasciato nel 958 dai re 'Italia Berengario II e Adalberto è il documento nel quale compare per la prima volta il nome Sancto Martino, luogo che viene confermato come possesso del monastero di Leno, il quale esercitava la doppia giurisdizione, spirituale e temporale. 
Da questo momento in poi, Sancto Martino, insieme agli altri beni ad esso circostanti, viene citato come possesso dell'abbazia in altri quattro diplomi: quelli di Ottone I (962), di Ottone II (981), di Enrico II (1014), di Corrado II (1026).
Il nome di San Martino viene citato per intero nel nuovo diploma di Corrado II del 1036 – Sancto Martino in Arzene -, nella bolla di Gregorio VII del 1078 – Sanctum Martinum in Arzene -, nei diplomi di Federico I del 1177 e di Enrico VI del 1194 – in entrambi questi ultimi: Sancto Martino in Ardene cum Spineta -.
Pare siano stati proprio i Benedettini a diffondere, durante il periodo longobardo, il culto di San Martino anche nelle terre del basso mantovano e cremonese, allora compresi nella giurisdizione della diocesi di Brescia. 
Così, l'Aporti nel suo manoscritto ipotizza che la fondazione del villaggio di San Martino potrebbe anche collocarsi tra la fine del VI e l'inizio del VII secolo.
È certo che furono le grandi istituzioni religiose a dare un forte impulso ai dissodamenti e alle bonifiche. Per buona parte dell'alto medioevo, infatti, la foresta e la palude continuavano a dominare e la possibilità di sfruttamento del suolo appariva molto ridotta nelle parti basse della pianura padana, a causa dei continui e incontrollati straripamenti dei fiumi maggiori e dei loro affluenti. La foresta, costituita essenzialmente da querceti, tigli e olmi, divenne il luogo della caccia la cinghiale e al cervo, lo sport prestigioso dei signori e perciò essi non erano favorevoli alla riduzione dell'area boscosa.
Proprio nei boschi situati vicino ai territori controllati dall'abbazia di Leno, sarebbe stato ucciso Bonifacio, padre della contessa Matilde di Canossa, in un agguato tesogli mentre cacciava, il 7 maggio 1052. 
Secondo alcune fonti, ciò sarebbe avvenuto nei boschi di S. Martino dall'Argine, secondo altre in quelli di Spineda; infatti la cronaca di Sicardo, vescovo di Cremona, all'anno 1052 così si esprime: Anno Domini MLII, Boniphatius Marchio sagitta in Spineta est occisus.
Fra i primi interventi effettuati sul territorio dai monaci e dai coloni per rendere la terra coltivabile, si ricorda la regolazione delle acque, attività che venne fortemente incrementata nel Basso Medioevo. Furono realizzati alcuni scoli per drenare ulteriormente i terreni più bassi, soggetti ad impaludamenti, e vennero eretti degli argini per restringere l'esteso alveo dell'Oglio. 

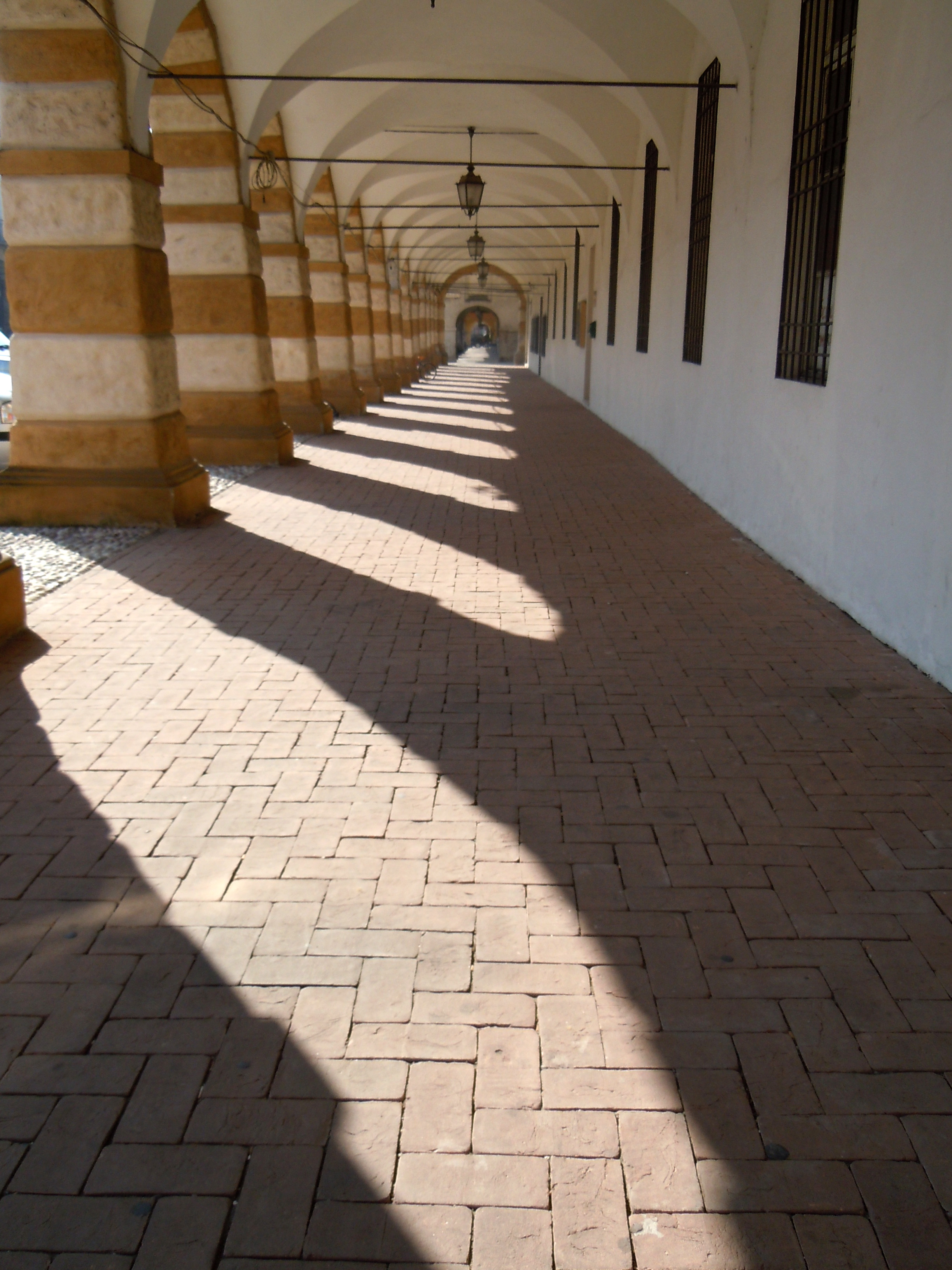
Portici gonzagheschi

Grazie alla paziente opera di canalizzazione attuata dai Benedettini, il territorio di San Martino subì una graduale trasformazione. Dopo il Mille i terreni bassi fra l'Oglio e San Martino, ormai bonificati, poterono essere messi a coltura, così i campi coltivati si susseguivano attorno al borgo in ampie fasce.
Il priore di San Martino, coadiuvato dai monaci e dalla popolazione, fece allora erigere la chiesa sull'area dell'attuale parrocchiale e il monastero, accanto al quale venne anche costruito un ospizio per ospitare pellegrini e poveri.
A proposito della chiesa di San Martino dall'Argine, secondo una tradizione riportata da Bertolotti e Racheli, il re longobardo Desiderio nel 759 avrebbe donato questa chiesa al monastero di Leno. Tuttavia, non esiste alcun documento d'archivio che suffraghi tale affermazione, che probabilmente deriva da un'ipotesi dello Zaccaria, studioso settecentesco della Badia leonense.
Questi riconosce che sull'abbazia di Leno non esistono diplomi anteriori al 958 e allora, ritenendo che in mancanza di documenti “non ci possiamo che di conietture valere”, ipotizza che una quantità di chiese, e tra queste anche quella di San Martino dall'Argine, siano state donate a Leno nel 759. Si tratta però, come ben precisato dallo stesso autore, di una congettura, priva di qualsiasi riscontro, che non ha valore documentario.
La chiesa di San Martino dall'Argine deve quindi essere stata eretta in epoca più tarda, forse tra il X e l'XI secolo.

### Simboli
Lo stemma e il gonfalone sono stati concessi con DPR del 31 agosto 1955.
Stemma
La figura del santo è ispirata al dipinto San Martino e il povero del pittore fiammingo Antoon van Dyck che nel 1620 soggiornò brevemente a Mantova presso i Gonzaga.
Gonfalone

## Monumenti e luoghi d'interesse

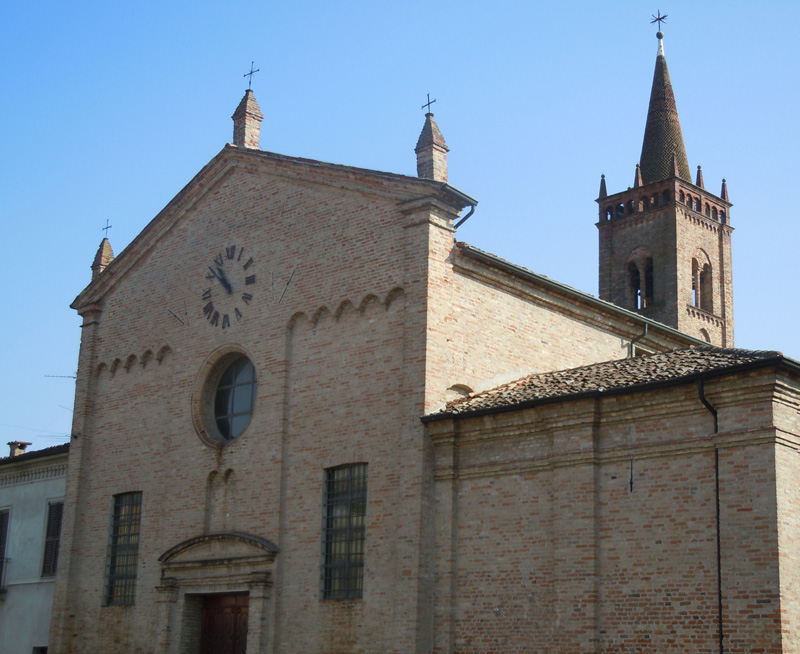
Chiesa dei Frati

- Chiesa dei Santi Fabiano e Sebastiano, detta "dei Frati"
- Castello
- Piazza Castello
- Portici gonzagheschi
- Chiesa parrocchiale di Santa Maria Annunciata o del Castello. Fu edificata su impulso del cardinale Scipione Gonzaga negli anni 1581-82 sui resti di un antico edificio religioso. La chiesa è costituita da un'unica navata e tre cappelle per ogni lato. Queste sono decorate con affreschi del cinquecento raffiguranti tra gli altri San Martino vescovo e lo stesso Scipione Gonzaga.
- Casa di Ferrante Aporti

## Società

### Evoluzione demografica
Abitanti censiti